# Erste Tätigkeitsstätte
Erste Tätigkeitsstätte ist ein Begriff aus dem deutschen Einkommensteuergesetz (EStG). Gem. § 9 Abs. 1 Satz 3 Nr. 4 EStG gehören Aufwendungen des Arbeitnehmers für die Wege zwischen Wohnung und erster Tätigkeitsstätte zu den Werbungskosten. Sie sind durch die Entfernungspauschalen abgegolten  (§ 9 Abs. 2 Satz 1 EStG).
Mehraufwendungen des Arbeitnehmers für die Verpflegung sind nur als Werbungskosten abziehbar, wenn der Arbeitnehmer außerhalb seiner Wohnung und ersten Tätigkeitsstätte beruflich tätig wird (§ 9 Abs. 4a EStG).
Der Begriff ersetzt seit dem 1. Januar 2014 in Deutschland den Begriff der „regelmäßigen Arbeitsstätte“. So ähnlich die Begriffe auch klingen mögen, so unterschiedlich ist deren steuerliche Definition und Wirkung. 
Der Begriff der „ersten Tätigkeitsstätte“ ergibt sich aus § 9 Abs. 4 EStG. Demnach kann die erste Tätigkeitsstätte jede ortsfeste betriebliche Einrichtung des Arbeitgebers, eines verbundenen Unternehmens (§ 15 des Aktiengesetzes) oder eines vom Arbeitgeber bestimmten Dritten sein, der der Arbeitnehmer dauerhaft zugeordnet ist. 
Die Zuordnung zu einer ersten Tätigkeitsstätte wird durch die dienst- oder arbeitsrechtlichen Festlegungen sowie die diese ausfüllenden Absprachen und Weisungen bestimmt. D. h. es kommt zunächst auf dieses qualitative Merkmal an, wohingegen quantitative Merkmale zurückstehen müssen. 
Von einer dauerhaften Zuordnung ist insbesondere auszugehen, wenn der Arbeitnehmer unbefristet, für die Dauer des Dienstverhältnisses oder über einen Zeitraum von 48 Monaten hinaus an einer solchen Tätigkeitsstätte tätig werden soll. 
Fehlt eine solche dienst- oder arbeitsrechtliche Festlegung (qualitatives Merkmal) auf eine Tätigkeitsstätte oder ist sie nicht eindeutig, kommen quantitative Merkmale zum Tragen. Danach ist erste Tätigkeitsstätte die betriebliche Einrichtung, an der der Arbeitnehmer dauerhaft
1. typischerweise arbeitstäglich tätig werden soll oder
2. je Arbeitswoche zwei volle Arbeitstage oder mindestens ein Drittel seiner vereinbarten regelmäßigen Arbeitszeit tätig werden soll.

Je Dienstverhältnis hat der Arbeitnehmer höchstens eine erste Tätigkeitsstätte. Dies entspricht der bereits 2011 zur regelmäßigen Arbeitsstätte ergangenen Rechtsprechung.
Liegen mehrere Tätigkeitsstätten vor, ist diejenige Tätigkeitsstätte erste Tätigkeitsstätte, die der Arbeitgeber bestimmt. 
Ist an quantitativen Merkmalen die erste Tätigkeitsstätte nicht auszumachen, d. h. fehlt es an dieser Bestimmung oder ist sie nicht eindeutig, ist die der Wohnung örtlich am nächsten liegende Tätigkeitsstätte die erste Tätigkeitsstätte. Als erste Tätigkeitsstätte gilt auch eine Bildungseinrichtung, die außerhalb eines Dienstverhältnisses zum Zwecke eines Vollzeitstudiums oder einer vollzeitigen Bildungsmaßnahme aufgesucht wird; die Regelungen für Arbeitnehmer nach § 9 Abs. 1 Satz 3 Nummer 4 und 5 sowie Absatz 4a EStG sind entsprechend anzuwenden.